# Effraie de Minahassa
Tyto inexspectata
Espèce
Statut de conservation UICN

 VU C2a(i) : Vulnérable
Statut CITES
L'Effraie de Minahassa (Tyto inexspectata) est une espèce d'oiseaux de la famille des Tytonidae.

## Répartition

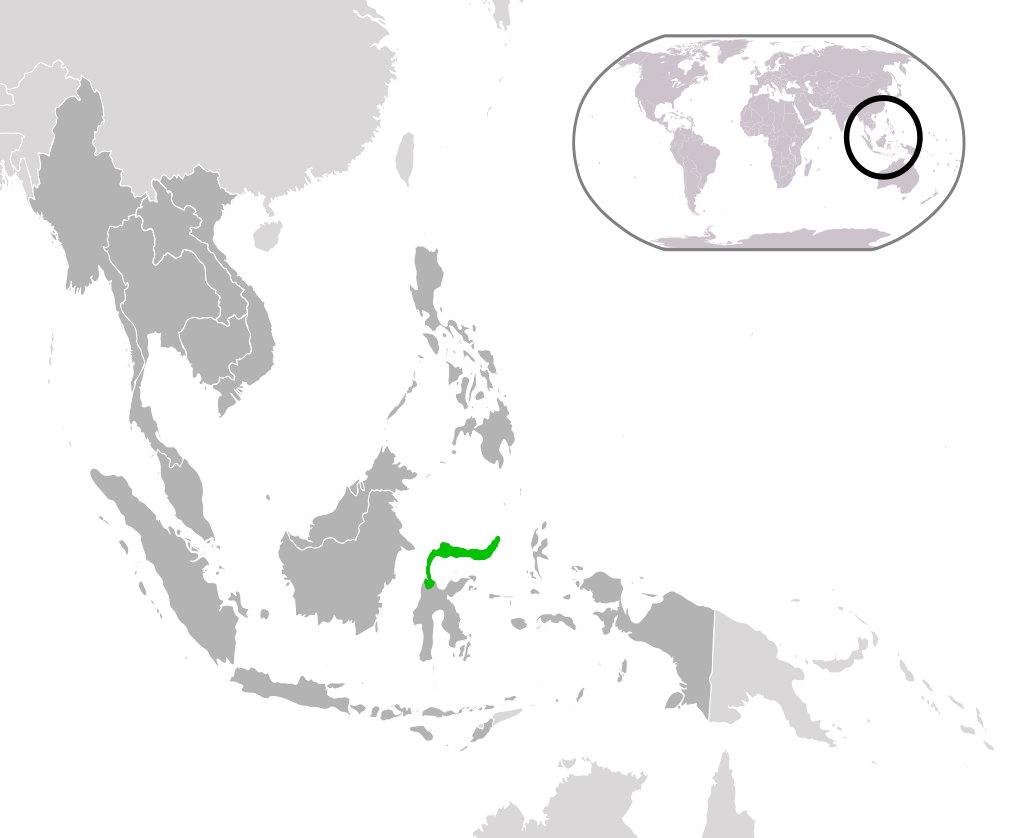
Aire de répartition de l'effraie de Minahassa.

Cette espèce est endémique des Célèbes en Indonésie.